# أكتوبر الآخر (مسلسل)
مسلسل مصري درامي تتكون حلقاتها من 45 دقيقة تدور الأحداث في عامي 2005 و2006، 

## قصة المسلسل
أحداث المسلسل تدور حول مجموعة من الاصدقاء التقوا عقب الانتصار العظيم الذي حققته قواتنا المسلحة في السادس من أكتوبر 1973 وذلك بعد مضي عشر سنوات من هذه الحرب واتفق الاصدقاء علي عودة الانتصار لهم مرة أخري ولكن هذه المرة كانوا يحاولون الانتصار علي بعض المشاكل التي تواجه المجتمع حاليا.

## طاقم العمل
| اسم الممثل           | الدور           |
| -------------------- | --------------- |
| بوسي                 | ماجده           |
| فاروق الفيشاوي       | سامي            |
| يوسف شعبان           | هادي            |
| داليا مصطفى          | سمر             |
| فادية عبد الغني      | مفيدة           |
| نهال عنبر            | تقية            |
| ياسر فرج             | نبيل            |
| محمد عبد الحافظ      | شريف            |
| منة فضالي            | سلوى            |
| داليا إبراهيم        | سناء            |
| منى هلا              | شذى             |
| محمد سليمان          | وائل نصار       |
| ميسرة                | غاده            |
| جيهان قمري           | ايتن            |
| أحمد صيام            | مختار المحلبي   |
| محمود مسعود          | بعاء            |
| محيي الدين عبدالمحسن | ضا البسطويسي    |
| محمد فريد            |                 |
| محمد عبدالجواد       |                 |
| سعيد صديق            | حمد العيسوي     |
| شريف حلمي            | بديع            |
| إيفا                 |                 |
| أحمد الشريف          | مفيد            |
| مصطفى الدمرداش       |                 |
| لبنى الشيخ           | امنة            |
| نادية عزت            | نعيمة           |
| رشوان توفيق          | أبو السعود      |
| محمد وفيق            | (زكي - ضيف شرف) |
| مدحت تيخا            | وليد            |
| هبة حسن              | سوزي شفيق       |
| محمود الجابري        | سيف             |
| مصطفى عبدالسلام      | محمد عبد الشافي |
| سارة جودة            |                 |
| ولاء ماهر            |                 |
| هند جاد              |                 |
| دينا صلاح            |                 |
| بسمة شوقي            |                 |
| مينا النجار          | كمال            |
| كريم شيرين           |                 |
| آسر علي              |                 |
| عبدالخالق الجابري    |                 |
| مجدي عبدالوهاب       |                 |
| جميلة عزيز           |                 |
| بهجت عدلي            |                 |
| نهاد أبو العينين     |                 |
| قاسم الدالي          |                 |
| عاطف طنطاوي          |                 |
| أحمد القبيصي         |                 |
| رضا غالب             |                 |
| طلعت الشريف          |                 |
| محمد جبريل           |                 |
| عبدالعاطي صالح       |                 |
| هالة هاشم            |                 |
| حمدي ندا             |                 |
| هناء بركات           |                 |
| محمود الشاذلي        |                 |
| محمد القرشي          |                 |
| غادة فلفل            |                 |
| محمد صلاح            |                 |
| طارق سليمان          |                 |
| محمد عابدين          |                 |
| محمد درديري          |                 |
| محمد الأدنداني       |                 |
| إبراهيم فرح          |                 |
| إيهاب مبروك          |                 |
| إحسان الترك          |                 |
| فاروق نوح            |                 |
| وائل عبدالفتاح       |                 |
| عاطف سعيد            |                 |
| محمد عبده محمود      |                 |
| حمدي محمد جابر       |                 |
| محمد منصور           |                 |
| نجلاء عبدالكريم      |                 |
| فوزي الحصاوي         |                 |
| محمد السيد           |                 |
| بدوي فهمي            |                 |
| حازم فؤاد            |                 |
| مروان محمد           |                 |
| أحمد فتحي            |                 |
| عادل صبري            |                 |
| أحمد يوسف            |                 |
| ياسر نجم             |                 |
| عمرو عبداللطيف       |                 |

| اسم المنتج                             | الدور                      |
| -------------------------------------- | -------------------------- |
| الشركة المصرية لمدينة الإنتاج الإعلامي | منتج                       |
| اتحاد الإذاعة والتلفزيون (ج.م.ع)       | منتج                       |
| أحمد البربري                           | منتج فني                   |
| عمرو السعيد                            | مدير إدارة الإنتاج         |
| هشام فؤاد                              | مدير الإنتاج               |
| تامر سيد أنور                          | مدير الإنتاج               |
| محمد محمود أبو زياد                    | مدير إنتاج ثاني            |
| هاني محمد شحاته                        | مدير إنتاج ثاني            |
| محمد فهمي الهلباوي                     | مدير إنتاج ثاني            |
| محمد حنفي                              | تنفيذ الإنتاج              |
| محمد صبحي                              | تنفيذ الإنتاج              |
| وائل الصقر                             | مدير عام الخدمات الإنتاجية |

| اسم المخرح         | الدور                   |
| ------------------ | ----------------------- |
| إسماعيل عبد الحافظ | مخرج                    |
| حسام النبوي        | مخرج منفذ               |
| مدحت رزق           | مخرج مساعد              |
| أكرم سيد موسى      | مخرج مساعد              |
| سهام عبد الرازق    | مساعد مخرج أول          |
| أحمد البابلي       | مساعد مخرج              |
| مؤمن حجازي         | مساعد مخرج تحت التمرين) |
| داليا رؤوف         | مساعد مخرج تحت التمرين  |
| براء بهجت          | مساعد مخرج تحت التمرين  |

| المصور          | الدور          |
| --------------- | -------------- |
| محمود عطا       | مدير التصوير   |
| معتز عبد العزيز | مدير التصوير   |
| علي طه          | مدير التصوير   |
| علاء جودة       | مصور           |
| أحمد مصطفى      | مراقبة كاميرات |

| الموسيقى        | الدور                   |
| --------------- | ----------------------- |
| عمار الشريعي    | (ألحان وموسيقى تصويرية) |
| علي الحجار.     | (غناء)                  |
| سماح الملاح     | غناء أغاني الحلقات      |
| أحمد عبد الشافي | قيادة الأوركسترا        |

| ادوا متعدده        | الدور                                 |
| ------------------ | ------------------------------------- |
| يوسف عثمان         | إشراف عام                             |
| سامح خليل          | تصميم المقدمة والنهاية                |
| هاني فريد عبد الحي | تصميم وتنفيذ الأكشن والخدع والتفجيرات |

| المونتاح        | الدور                   |
| --------------- | ----------------------- |
| محيي الدين محمد | مونتير                  |
| محمد سالم       | مسجل الفيديو            |
| أحمد الليثي     | مونتير المقدمة والنهاية |

| المكياج    | الدور        |
| ---------- | ------------ |
| أحمد حمدي  | ماكيير       |
| حسام زكريا | مساعد ماكيير |
| مجدي خلف   | كوافير       |

| الصوت            | الدور       |
| ---------------- | ----------- |
| محمد علي إسماعيل | مهندس الصوت |
| حسن صفافة        | مكساج       |

| التأليف   | الدور  |
| --------- | ------ |
| سيد حجاب  | اشعار  |
| فتحي دياب | المؤلف |

| الديكور  | الدور         |
| -------- | ------------- |
| سيد أنور | مهندس الديكور |

| المعمل     | الدور                   |
| ---------- | ----------------------- |
| عمار ساوند | تسجيل الموسيقى والألحان |

| ملابسض       | الدور         |
| ------------ | ------------- |
| منى الزرقاني | تصميم الملابس |

| جرافيكس | الدور        |
| ------- | ------------ |
| يونس    | مؤثرات بصرية |

| توزيع                                  | الدور |
| -------------------------------------- | ----- |
| الشركة المصرية لمدينة الإنتاج الإعلامي | موزع  |